# Кызтобе
Кызтобе — средневековое укрепление. Расположено в ауле Биликол Жамбылского района Жамбылской области. Исследовано Жетысуской археологической экспедицией (рук. А. Н. Бернштам). Общая площадь укрепления 80×100 м, высота 1,5 м. По археологическим находкам (кувшины, саптаяк (деревянная чашка с ручкой), блюдечко, тостаган (деревянная чашка) и др.), Кызтобе датируется 8—11 вв.